# Øksnebjerg (Assens)
 Der er flere lokaliteter med dette navn, se Øksnebjerg.
Øksnebjerg (også stavet Øxnebjerg) består af to bakketoppe, Store Øksnebjerg på 85 meter og Lille Øksnebjerg på 73 meter. Bakkerne ligger ca. seks kilometer øst for Assens, Fyn.
Naturområdet på Øksnebjerg har en fin tilgængelighed og med udsigt over det omliggende morænelandskab og det sydfynske øhav.
Bakkerne er kendt for Johan Rantzaus sejr over lübeckerne i 1535, hvorfor der også er rejst en mindesten på stedet.